# Lola Badia
Lola Badia Pàmies (Barcelona, 22 de marzo de 1951) es una filóloga y medievalista española, académica de la Real Academia de Buenas Letras de Barcelona y Premio Nacional de Cultura de Cataluña en 2016.

## Biografía
El 1973 se licenció en filología hispánica en la Universidad Autónoma de Barcelona, donde se  doctoró en 1977 bajo la dirección de Martín de Riquer. Ha sido catedrática de literatura catalana en la Universidad de las Islas Baleares, Universidad Autónoma de Barcelona, Universidad de Gerona y Universidad de Barcelona, donde desde el 1987 coordina el SLIMM (Seminario de Literatura y Cultura de la Edad Mediana y la Edad Moderna) en el Departamento de Filología Catalana. Es responsable del Grupo de Investigación Consolidado de Literatura y Cultura Catalanas Medievales, y dirige proyectos de investigación del Ministerio de Educación.
Especializada en literatura catalana de la Baja Edad Media, y en especial Raimundo Lulio, ha sido profesora visitante en la Universidad Autónoma de Barcelona,  Universidad de Gerona, en el Instituto Warburg de la Universidad de Londres, en el Westfield College - Queen Mary University of London, en el Raimundus Lullus Institut de la Universidad de Friburgo de Brisgovia y en el  de la Universidad de Toronto, entre otros lugares. También ha publicado ediciones filológicas de clásicos catalanes como Lo Somni de Bernat Metge (1999) y Curial e Güelfa (2011).
Desde 1996 es académica de la Real Academia de Buenas Letras de Barcelona. Es codirectora del Repertorio Informatizado de la Antigua Literatura Catalana (RIALC) y directora del Centro de Documentación Ramon Llull de la Universidad de Barcelona. En 2000 recibió la Medalla Narcís Monturiol de la Generalidad de Cataluña.

## Obras
- Poesia catalana del siglo XIV. Edició i estudi del Cançoneret de Ripoll (1983)
- Les poesies de Jordi de Sant Jordi (1984), con Martí de Riquer
- De Bernat Metge a Joan Roís de Corella (1988, Premio Crítica Serra d'Or 1989)
- Ramon Llull. Vida, pensament i obra literària (1988), con Anthony Bonner
- Tradició i modernitat als segles XIV i VX. Estudis de cultura literària i lectures d'Ausiàs March (1992)
- Pàgines pedagògiques de Ramon Llull (1992)
- Intel·lectuals i escriptors a la baixa Edat Mitjana (1994)
- Textos catalans tardomedievals i ‘ciència de natures´ (1996)
- La ciència en l'obra de Ramon Llull (2003)
- Història de la literatura catalana Vol.II Literatura Medieval (II). Segles XIV-XV (2014), directora
- Història de la literatura catalana Vol.I Literatura Medieval (I). Dels orígens al segle XIV (2013), directora.